# Espírito Santo do Dourado
Espírito Santo do Dourado – miasto i gmina w Brazylii, w stanie Minas Gerais. Znajduje się w mezoregionie Sul e Sudoeste de Minas i mikroregionie Pouso Alegre.